# Ferdinand II (empereur du Saint-Empire)
Pour les articles homonymes, voir Ferdinand II.
 (janvier 2020).
Si vous disposez d'ouvrages ou d'articles de référence ou si vous connaissez des sites web de qualité traitant du thème abordé ici, merci de compléter l'article en donnant les références utiles à sa vérifiabilité et en les liant à la section « Notes et références ».
Ferdinand II (né le 9 juillet 1578 à Graz, dans le duché de Styrie ; mort le 15 février 1637 à Vienne, en Autriche) est un membre de la maison de Habsbourg. Il est archiduc d'Autriche du 10 juin 1590 à sa mort, roi de Bohême du 5 juin 1617 au 26 août 1619 puis du 9 novembre 1620 à sa mort, et roi de Hongrie du 1er juillet 1618 à sa mort. Il est couronné le 9 septembre 1619 empereur du Saint-Empire romain germanique, sur lequel il a régné du 28 août 1619 à sa mort. La totalité de son règne est occupée par la guerre de Trente Ans, dont il fut l'un des principaux protagonistes.
Il est le fils de l'archiduc Charles II de Styrie et de Marie-Anne de Bavière, respectivement fils et petite-fille de Ferdinand Ier.

## Règne

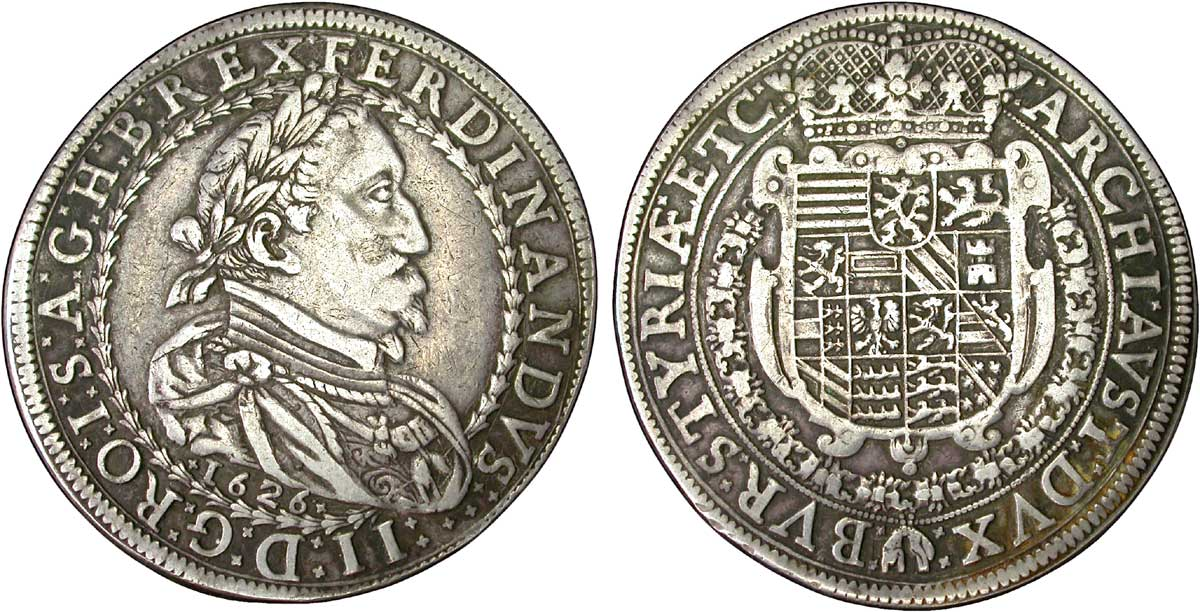
Thaler à l'effigie de Ferdinand II, 1626 : « FERDINANDUS II
D(ei) G(ratia)
RO(manorum) I(mperator)
S(emper) A(ugustus)
G(ermaniæ) H(ungariæ)
B(ohemiæ) REX ».

Élevé et instruit par les jésuites au collège d'Ingolstadt, Ferdinand était un catholique fervent et zélé, farouche adversaire du protestantisme. Durant tout son règne le jésuite Guillaume Lamormaini lui fut un proche conseiller.
Choisi comme successeur dans ses États héréditaires par son cousin sans descendance, l'empereur Matthias Ier, il devint roi de Bohême en 1617 (et à ce titre un des sept électeurs de l'Empire) puis roi de Hongrie le 1er juillet 1618. Pensant pouvoir restaurer le catholicisme dans un royaume où l'on trouvait de nombreux protestants, sa politique autoritaire provoqua une rébellion chez les nobles de Bohême (défenestration de Prague). Ceux-ci le destituèrent et élurent à sa place Frédéric V du Palatinat.
L'empereur Matthias meurt en 1619 ; l'élection à la dignité impériale est ouverte.
Le 28 août 1619, les sept princes-électeurs élurent Ferdinand comme empereur des Romains, avant que la nouvelle de sa destitution comme roi de Bohème ne parvînt à Francfort. À 41 ans, Ferdinand poursuivait la carrière impériale de ses prédécesseurs. Bien qu'élective, la couronne impériale était de fait héréditaire dans la maison de Habsbourg.
L'électeur palatin Frédéric V souleva contre lui les protestants, et donna par là naissance au début de la guerre de Trente Ans (bien que datée à compter de la deuxième défenestration de Prague).

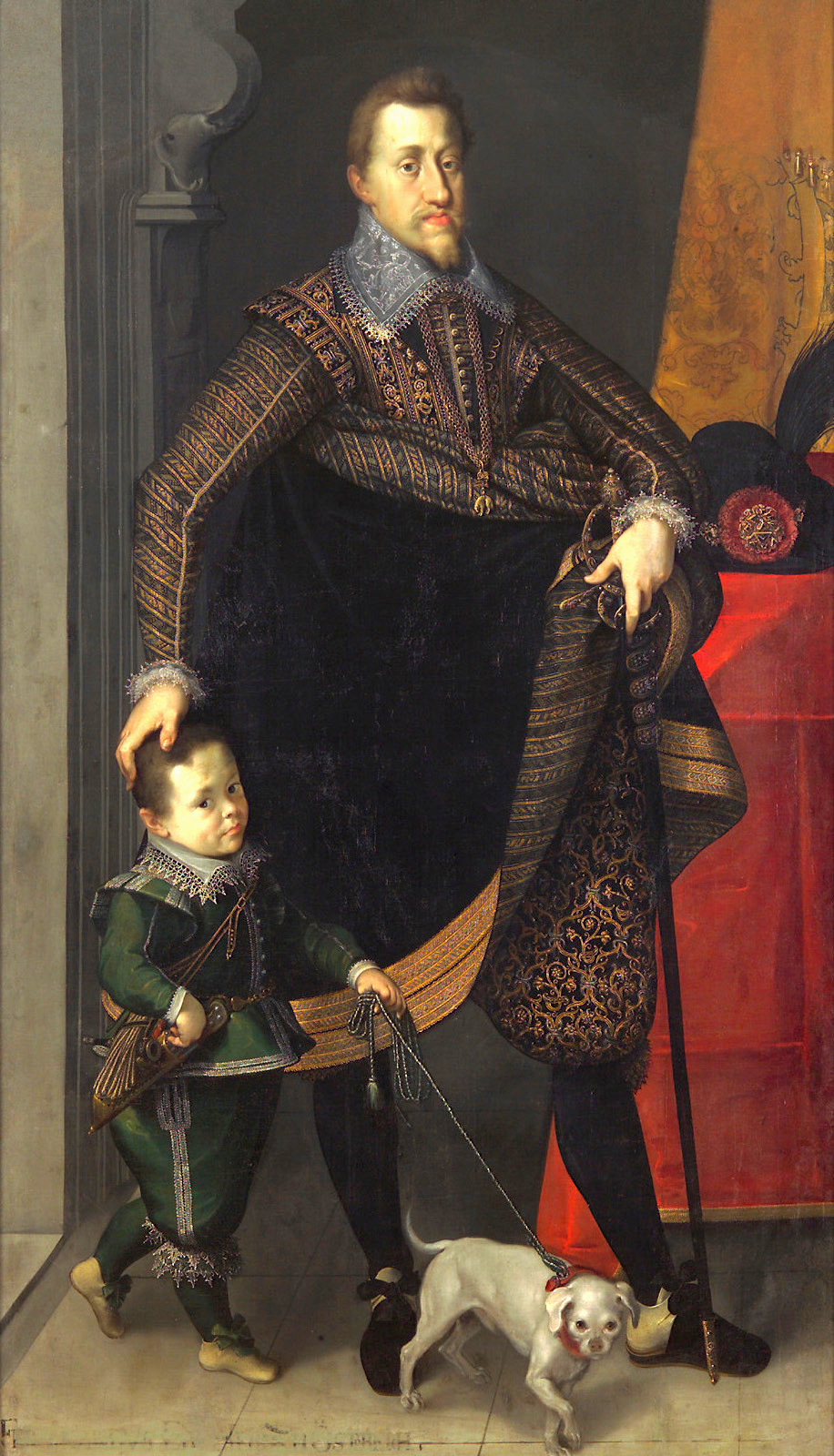
Ferdinand II.

Pour retrouver son trône, Ferdinand créa une coalition, la Ligue catholique. Celle-ci regroupait l'Espagne, l'électeur protestant Jean-Georges Ier de Saxe, le roi Sigismond III de Pologne et Maximilien Ier de Bavière. Ses armées étaient commandées par Tilly. Après une défaite sans conséquences, il défait l'armée insurgée à la bataille de la Montagne Blanche le 8 novembre 1620.
Dès lors, la Bohême deviendra propriété personnelle de la maison de Habsbourg.
Le 13 novembre, les États de Bohême reconnaissent de nouveau Ferdinand comme roi. Celui-ci, pour écraser une fois pour toutes la rébellion, fait décapiter publiquement à Prague, le 21 juin 1621, 27 des principaux chefs insurgés.
Sous la pression protestante, le roi du Danemark Christian IV entre dans le conflit. Mais celui-ci est vaincu par le condottiere à la solde de Ferdinand II, Albrecht von Wallenstein, et doit signer la paix de Lübeck le 6 juin 1629.
Fort de sa victoire, Ferdinand II décréta le fameux édit de Restitution qui ordonnait à tous les protestants de rendre les bénéfices ecclésiastiques qu'ils avaient sécularisés depuis la paix d'Augsbourg.
Gustave Adolphe, roi de Suède, se décida à intervenir et battit l'armée de la Ligue catholique sous le commandement de Tilly à la bataille de Breitenfeld, le 7 septembre 1631. Malgré le génie militaire de Wallenstein, Gustave Adolphe battit celui-ci à Lützen, le 16 novembre 1632. Cependant, il trouva la mort au cours de la bataille et les Suédois se retirèrent du conflit. Fatigué, Ferdinand II signa la paix de Prague le 30 mai 1635. Celle-ci ramenait l'Allemagne à la paix d'Augsbourg, signée 80 ans plus tôt.
De l'autre côté du Rhin, Richelieu ne put supporter l'idée de voir se reconstituer l'empire de Charles Quint, du fait des possessions territoriales des Habsbourg. Il prit la suite de ce conflit et fut relayé par Mazarin. À la diète de Ratisbonne, en 1630, deux ambassadeurs de Richelieu, Brulart de Léon et le Père Joseph, retournèrent Maximilien de Bavière et d'autres princes catholiques contre la maison d'Autriche. La diète s'émut, elle demanda et obtint le rappel de Wallenstein devenu trop puissant et le licenciement de son armée. En licenciant Wallenstein, Ferdinand II avait espéré que les électeurs nommeraient son fils roi des Romains, lui assurant ainsi la couronne impériale. Les agents français firent encore échouer cette stratégie.
Ferdinand II avait été guidé par son obsession de voir la maison des Habsbourg régner de façon héréditaire sur l'Empire et par son soutien à la Contre-Réforme. Son règne se solda par la perte pour le Saint-Empire de la moitié de sa population et ruinera pour les deux cents ans à venir sa puissance politique.

## Alliances et postérité
Il avait épousé, à Graz, le 23 avril 1600, Marie-Anne de Bavière (1574-1616), fille de Guillaume V de Bavière et de Renée de Lorraine. Ensemble, ils eurent 7 enfants :
- Christine (1601-1601) ;
- Charles (1603-1603) ;
- Jean-Charles (1er novembre 1605 - 26 décembre 1619) ;
- Ferdinand (13 juillet 1608 - 2 avril 1657), qui lui succéda ;
- Marie-Anne (13 janvier 1610 - 25 juillet 1665), qui épousa, en 1635, Maximilien Ier, électeur de Bavière (1573-1651) ;
- Cécile-Renée (16 juillet 1611 - 24 mars 1644), qui épousa, en 1637, Ladislas IV, roi de Pologne ;
- Léopold-Guillaume (6 janvier 1614 - 20 novembre 1662), évêque de Strasbourg, de Passau, de Brême, d'Halberstadt et de Magdebourg.

Le 4 février 1622, il épousa, en secondes noces, Éléonore de Mantoue (1598-1655), fille de Vincent Ier duc de Mantoue ; ce mariage n'eut pas de postérité.

## Sources